# Marbella Open 1997 - Qualificazioni singolare
Le qualificazioni del singolare  del Marbella Open 1997 sono state un torneo di tennis preliminare per accedere alla fase finale della manifestazione. I vincitori dell'ultimo turno sono entrati di diritto nel tabellone principale. In caso di ritiro di uno o più giocatori aventi diritto a questi sono subentrati i lucky loser, ossia i giocatori che hanno perso nell'ultimo turno ma che avevano una classifica più alta rispetto agli altri partecipanti che avevano comunque perso nel turno finale.
Le qualificazioni del torneo Marbella Open 1997 prevedevano 18 partecipanti di cui 4 sono entrati nel tabellone principale.

## Teste di serie
1. Salvador Navarro-Gutierrez (Qualificato)
2. Fabio Maggi (secondo turno)
3. Roberto Carretero-Diaz (Qualificato)
4. Oscar Martinez Dieguez (ultimo turno)

1. Daniel Navas-Arranz (ultimo turno)
2. Alberto Banus-Sado (secondo turno)
3. Juan Carlos Ferrero (ultimo turno)
4. Fernando Sanchez-Martinez (ultimo turno)

## Qualificati
1. Salvador Navarro-Gutierrez
2. Sergio Gomez-Barrio

1. Roberto Carretero-Diaz
2. Diego Lozano-Villalba

## Tabellone

### Legenda
| - Q = Qualificato - WC = Wild card - LL = Lucky loser | - ALT = Alternate - SE = Special Exempt - PR = Protected Ranking | - w/o = Walkover - r = Ritirato - d = Squalificato |

### Sezione 1
|  | Primo turno | Primo turno | Primo turno | Primo turno | Primo turno |  |  | Secondo turno | Secondo turno              | Secondo turno              | Secondo turno       | Secondo turno       |   |   | Ultimo turno | Ultimo turno               | Ultimo turno               | Ultimo turno | Ultimo turno |  |
|  |             |             |             |             |             |  |  |               |                            |                            |                     |                     |   |   |              |                            |                            |              |              |  |
|  |             |             |             |             |             |  |  |               |                            |                            |                     |                     |   |   |              |                            |                            |              |              |  |
|  |             |             |             |             |             |  |  | 1             | Salvador Navarro-Gutierrez | Salvador Navarro-Gutierrez | 6                   | 6                   |   |   |              |                            |                            |              |              |  |
|  |             |             |             |             |             |  |  |               | Andrew Kratzmann           | Andrew Kratzmann           | 3                   | 2                   |   |   |              |                            |                            |              |              |  |
|  |             |             |             |             |             |  |  |               |                            |                            |                     |                     |   |   | 1            | Salvador Navarro-Gutierrez | Salvador Navarro-Gutierrez | 6            | 6            |  |
|  |             |             |             |             |             |  |  |               |                            | 7                          | Juan Carlos Ferrero | Juan Carlos Ferrero | 1 | 2 |              |                            |                            |              |              |  |
|  |             |             |             |             |             |  |  |               | Daniel Monedero-Gonzalez   | Daniel Monedero-Gonzalez   | 0                   | 2                   |   |   |              |                            |                            |              |              |  |
|  |             |             |             |             |             |  |  | 7             | Juan Carlos Ferrero        | Juan Carlos Ferrero        | 6                   | 6                   |   |   |              |                            |                            |              |              |  |
|  |             |             |             |             |             |  |  |               |                            |                            |                     |                     |   |   |              |                            |                            |              |              |  |

### Sezione 2
|  | Primo turno            | Primo turno            | Primo turno            | Primo turno | Primo turno |  |  | Secondo turno | Secondo turno             | Secondo turno             | Secondo turno             | Secondo turno             |   |   | Ultimo turno | Ultimo turno        | Ultimo turno        | Ultimo turno | Ultimo turno |  |
|  |                        |                        |                        |             |             |  |  |               |                           |                           |                           |                           |   |   |              |                     |                     |              |              |  |
|  |                        |                        |                        |             |             |  |  |               |                           |                           |                           |                           |   |   |              |                     |                     |              |              |  |
|  |                        |                        |                        |             |             |  |  | 2             | Fabio Maggi               | Fabio Maggi               | 5                         | 4                         |   |   |              |                     |                     |              |              |  |
|  | Sergio Gomez-Barrio    | Sergio Gomez-Barrio    | Sergio Gomez-Barrio    | 7           | 6           |  |  |               | Sergio Gomez-Barrio       | Sergio Gomez-Barrio       | 7                         | 6                         |   |   |              |                     |                     |              |              |  |
|  | Jorge Cardoso-Enriquez | Jorge Cardoso-Enriquez | Jorge Cardoso-Enriquez | 5           | 4           |  |  |               |                           |                           |                           |                           |   |   |              | Sergio Gomez-Barrio | Sergio Gomez-Barrio | 6            | 6            |  |
|  |                        |                        |                        |             |             |  |  |               |                           | 8                         | Fernando Sanchez-Martinez | Fernando Sanchez-Martinez | 3 | 2 |              |                     |                     |              |              |  |
|  |                        |                        |                        |             |             |  |  |               | Jose-Angel Ramirez-Montes | Jose-Angel Ramirez-Montes | 1                         | 2                         |   |   |              |                     |                     |              |              |  |
|  |                        |                        |                        |             |             |  |  | 8             | Fernando Sanchez-Martinez | Fernando Sanchez-Martinez | 6                         | 6                         |   |   |              |                     |                     |              |              |  |
|  |                        |                        |                        |             |             |  |  |               |                           |                           |                           |                           |   |   |              |                     |                     |              |              |  |

### Sezione 3
|  | Primo turno    | Primo turno    | Primo turno    | Primo turno | Primo turno |  |  | Secondo turno | Secondo turno          | Secondo turno          | Secondo turno       | Secondo turno       |   |   | Ultimo turno | Ultimo turno           | Ultimo turno           | Ultimo turno | Ultimo turno |  |
|  |                |                |                |             |             |  |  |               |                        |                        |                     |                     |   |   |              |                        |                        |              |              |  |
|  |                |                |                |             |             |  |  |               |                        |                        |                     |                     |   |   |              |                        |                        |              |              |  |
|  |                |                |                |             |             |  |  | 3             | Roberto Carretero-Diaz | Roberto Carretero-Diaz | 6                   | 6                   |   |   |              |                        |                        |              |              |  |
|  | Alex Rendon    | Alex Rendon    | Alex Rendon    | 6           | 6           |  |  |               | Alex Rendon            | Alex Rendon            | 1                   | 1                   |   |   |              |                        |                        |              |              |  |
|  | Julian Edwards | Julian Edwards | Julian Edwards | 4           | 3           |  |  |               |                        |                        |                     |                     |   |   | 3            | Roberto Carretero-Diaz | Roberto Carretero-Diaz | 6            | 6            |  |
|  |                |                |                |             |             |  |  |               |                        | 5                      | Daniel Navas-Arranz | Daniel Navas-Arranz | 3 | 3 |              |                        |                        |              |              |  |
|  |                |                |                |             |             |  |  |               | Juan-Jose Martin-Ortiz | Juan-Jose Martin-Ortiz | 0                   | 2                   |   |   |              |                        |                        |              |              |  |
|  |                |                |                |             |             |  |  | 5             | Daniel Navas-Arranz    | Daniel Navas-Arranz    | 6                   | 6                   |   |   |              |                        |                        |              |              |  |
|  |                |                |                |             |             |  |  |               |                        |                        |                     |                     |   |   |              |                        |                        |              |              |  |

### Sezione 4
|  | Primo turno | Primo turno | Primo turno | Primo turno | Primo turno |  |  | Secondo turno | Secondo turno          | Secondo turno         | Secondo turno         | Secondo turno         |   |   | Ultimo turno | Ultimo turno           | Ultimo turno           | Ultimo turno | Ultimo turno |  |
|  |             |             |             |             |             |  |  |               |                        |                       |                       |                       |   |   |              |                        |                        |              |              |  |
|  |             |             |             |             |             |  |  |               |                        |                       |                       |                       |   |   |              |                        |                        |              |              |  |
|  |             |             |             |             |             |  |  | 4             | Oscar Martinez Dieguez | 1                     | 7                     | 6                     |   |   |              |                        |                        |              |              |  |
|  |             |             |             |             |             |  |  |               | Javier Garcia-Sintes   | 6                     | 5                     | 3                     |   |   |              |                        |                        |              |              |  |
|  |             |             |             |             |             |  |  |               |                        |                       |                       |                       |   |   | 4            | Oscar Martinez Dieguez | Oscar Martinez Dieguez | 3            | 6            |  |
|  |             |             |             |             |             |  |  |               |                        |                       | Diego Lozano-Villalba | Diego Lozano-Villalba | 6 | 7 |              |                        |                        |              |              |  |
|  |             |             |             |             |             |  |  |               | Diego Lozano-Villalba  | Diego Lozano-Villalba | 7                     | 6                     |   |   |              |                        |                        |              |              |  |
|  |             |             |             |             |             |  |  | 6             | Alberto Banus-Sado     | Alberto Banus-Sado    | 5                     | 2                     |   |   |              |                        |                        |              |              |  |
|  |             |             |             |             |             |  |  |               |                        |                       |                       |                       |   |   |              |                        |                        |              |              |  |